# Heart-Shaped Glasses (When the Heart Guides the Hand)
«Heart-Shaped Glasses (When the Heart Guides the Hand)» —en español: «Gafas en forma de corazón (cuando el corazón guía la mano)»— es el primer sencillo extraído del sexto álbum de estudio de Marilyn Manson, Eat Me, Drink Me. Según Manson, la canción fue escrita a finales del año 2006, cuando su actual novia, Evan Rachel Wood, fue a visitarlo a su casa usando las famosas "gafas con forma de corazón" que no le quedaban bien, lo que le pareció una irónica referencia a Lolita y lo inspiró para escribir la canción, la cual fue su primera composición después de su larga depresión y de su divorcio de Dita Von Teese. Interscope Records eligió esta canción como primer sencillo de Eat Me, Drink Me, aunque Manson quería que "Putting Holes in Happiness" fuese el primer sencillo del disco.
El sencillo fue lanzado mundialmente el 25 de mayo de 2007.

## Video
El vídeo fue dirigido por el propio artista, utilizando la tecnología 3D desarrollada por James Cameron, lo que permite, según Manson ha dicho, más flexibilidad y creatividad en el momento de la filmación. Evan Rachel Wood es la protagonista de este vídeo, convirtiéndose en la actriz mejor pagada por aparecer en un videoclip (reportes indican que Interscope Records le pagó US$ 4 millones). La historia simboliza una relación de amor extrema, en donde finalmente ambos amantes mueren tras precitarse a un barranco en el coche que conducían. Ha sido uno de los vídeos más controvertidos lanzados el 2007, debido a sus escenas de sexo explícito y las escenas en las que ambos aparecen cubiertos de sangre en la cama, aunque Manson no ha negado ni confirmado si el orgasmo retratado en el vídeo es real o fingido. 
Las Suicide Girls también hacen una aparición en el vídeo.

## Lírica

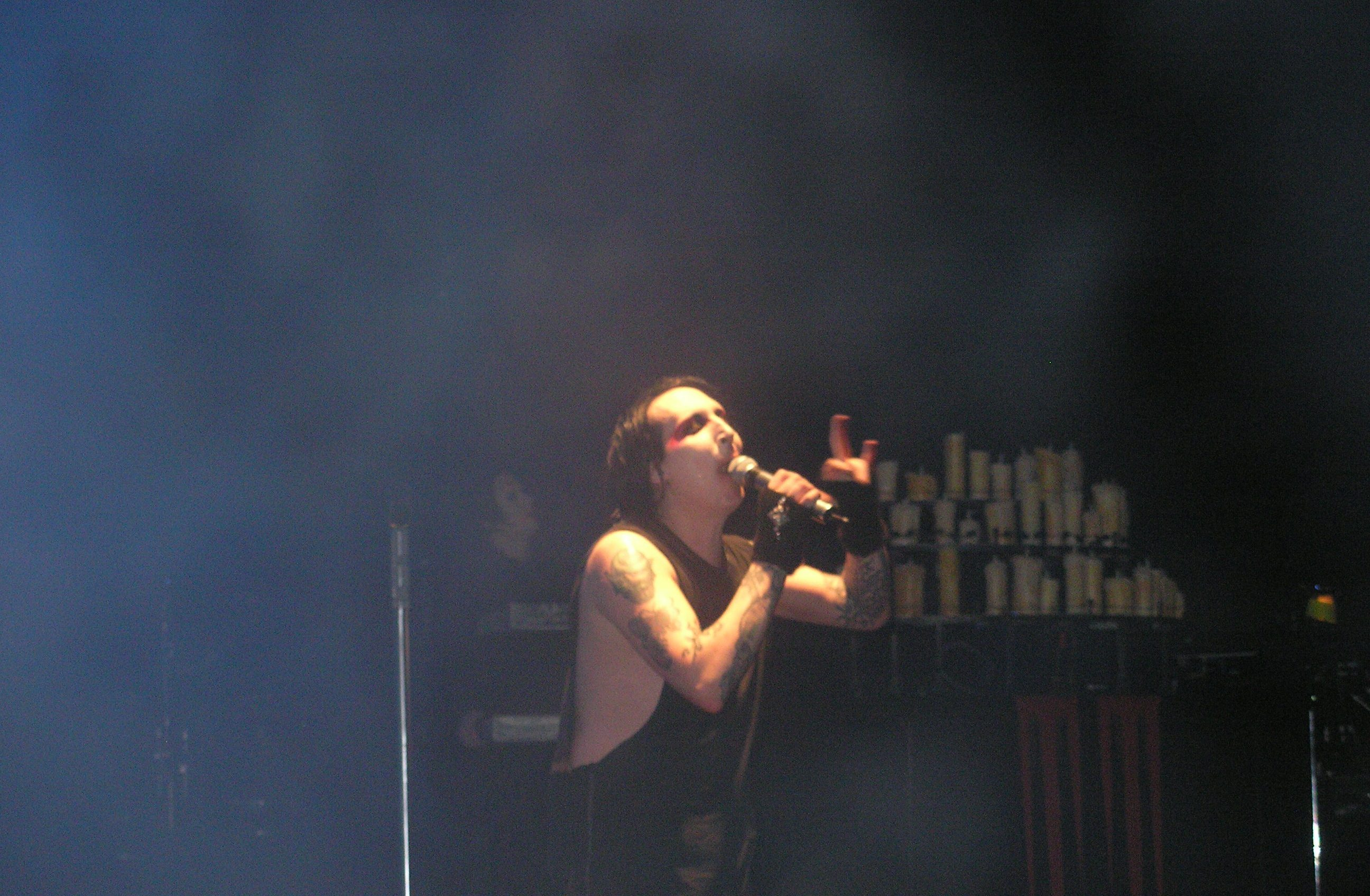
Marilyn Manson interpretando Heart-Shaped Glasses (When the Heart Guides the Hand) en 2007.

La letra relata el noviazgo de Manson con Evan Rachel Wood. El Heart-Shaped Glasses se traduce a Gafas en Forma De Corazón. Dicho objeto lo llevaba puesto Evan el día que Manson la conoció, esto lo declaró en una entrevista de 2009. De ahí surgió el verso No Rompas Mi Corazón y No Romperé Tus Gafas en Forma De Corazón, el cual es el estribillo del tema. Otros de los campos que utiliza este tema es un Amor Joven, ya que Evan en ese entonces tenía tan solo 19 años de edad. El verso Y Tu Vestido Blanco, No Fue Lo Único Que Te Quite Esa Noche, hace pensar al escuchar el tema que habla de pureza. 

## Lista de canciones
sencillo en CD
1. «Heart-Shaped Glasses (When the Heart Guides the Hand)» – 5:06
2. «Putting Holes in Happiness» (Acoustic Version) – 4:10
3. «Heart-Shaped Glasses (When the Heart Guides the Hand)» (Penetrate the Canvas Remix) – 4:48
4. «Heart-Shaped Glasses (When the Heart Guides the Hand)» (Video)

7" vinilo con Enhanced CD single
1. «Heart-Shaped Glasses (When the Heart Guides the Hand)» – 5:08
2. «Heart-Shaped Glasses (When the Heart Guides the Hand)» (Penetrate the Canvas Remix) – 4:48

Promo single
1. «Heart-Shaped Glasses (When the Heart Guides the Hand)» (Radio Edit) – 3:32
2. «Heart-Shaped Glasses (When the Heart Guides the Hand)» (Álbum Versión) – 5:06

Hot Topic — CD single
1. «Heart-Shaped Glasses (When the Heart Guides the Hand)» – 5:06
2. «You and Me and the Devil Makes 3» – 4:24

CD single — Remixes
1. «Heart-Shaped Glasses (When the Heart Guides the Hand)» (Bill Hamel Remix) – 7:04
2. «Heart-Shaped Glasses (When the Heart Guides the Hand)» (Space Cowboy Remix) – 5:26
3. «Heart-Shaped Glasses (When the Heart Guides the Hand)» (Inhuman Remix) – 4:10
4. «Heart-Shaped Glasses (When the Heart Guides the Hand)» (Bill Hamel Dub) – 7:02

## Posiciones
Heart-Shaped Glasses es sin duda la canción que revivió la carrera musical de Marilyn Manson. Se aleja completamente de sus anteriores singles, conteniendo elementos punk y pop en su estructura, junto con un marcado ritmo militar, lo que la asemeja mucho a una canción bailable. Se convierte entonces, en otro top 20 para la banda en Inglaterra (n.º19) y alcanza el n.º 24 y 31 en el Hot Modern Rock Tracks y Hot Mainstream Rock Tracks respectivamente, ambos charts de Billboard en Estados Unidos. En Latinoamérica, la canción fue bien recibida, entrando en el top 10 de México (n.º 9)
En los EE. UU., el sencillo se convierte en el segundo sencillo de la banda en aparecer en el Hot Dance Club Play chart, llegando al n.º 38, otro top 40 para Marilyn Manson en ese chart. Esto se debe a que varios remixes fueron comisionados por Interscope Records para su lanzamiento en clubs y discotecas en los Estados Unidos.
| Listas                     | Posición | País           |
| -------------------------- | -------- | -------------- |
| Hot Modern Rock Tracks     | 24       | Estados Unidos |
| Hot Mainstream Rock Tracks | 31       | Estados Unidos |
| Hitm3                      | 9        | México         |
| Hot Dance Club Play chart  | 38       | Estados Unidos |
| UK Singles Chart           | 19       | Reino Unido    |
| Rock Singles Chart         | 1        | Reino Unido    |
| Physical Chart             | 19       | Reino Unido    |
| Italian Singles Chart      | 29       | Italia         |
| Irish Singles Chart        | 46       | Irlanda        |
| Sweden Singles Chart       | 18       | Suecia         |
| Germany Singles Chart      | 49       | Alemania       |
| Danish Singles Chart       | 13       | Australia      |
| Austrian Singles Chart     | 41       | Australia      |
| European Hot 100           | 50       | Reino Unido    |